# 1588
1588 је била преступна година.

## Догађаји

### Август
- 8. август — Енглеска флота под командом лорда Хауарда и сер Франсиса Дрејка поразила шпанску Непобедиву армаду код Гравелена.

### Октобар
- 1. октобар — Абас I Велики је постао персијски шах.
- 23. децембар — Током заседања Скупштине сталежа у дворцу Блоа, по налогу француског краља Анрија III, убијене су вође Католичке лиге Анри од Гиза и његов брат Луј II, кардинал од Гиза.

### Непознат датум
- Патријарх српски Никанор I је изабран за 17. пећког архиепископа и српског патријарха након Саватија Соколовића.

## Каријера
Постао је 17. пећки архиепископ и српски патријарх када је 1588. заменио Саватија Соколовића.

## Рођења

### Април
- 5. април — Томас Хобс, енглески филозоф (†4. децембар 1642).

## Смрти

### Фебруар
- 7. фебруар — Мимар Синан, османски архитекта